# Haute École de Bruxelles
Pour les articles homonymes, voir HEB.
La Haute école de Bruxelles (HEB) est une haute école publique belge appartenant à et organisé par la Communauté française de Belgique réunissant deux établissements d'enseignement supérieur situés en région de Bruxelles-Capitale de 1996 à 2016 :
- Defré : Institut pédagogique Defré
- ESI : École supérieure d'informatique

Jusqu'en 2015, la HEB comprenait également l'Institut supérieur de traducteurs et interprètes (ISTI), qui a fusionné avec l'institut Cooremans de la Haute école Francisco Ferrer afin d'intégrer l'université libre de Bruxelles.
La Haute école de Bruxelles fusionne en 2016 avec la Haute école Paul-Henri Spaak pour constituer la nouvelle Haute école Bruxelles-Brabant. 